# Sciadophyton
Lo sciadofito (gen. Sciadophyton) è una pianta estinta, vissuta nel Devoniano inferiore (circa 390 milioni di anni fa), i cui resti fossili sono stati ritrovati in Europa, in particolare nel giacimento di Rhynie Chert (Scozia).

## Descrizione
Rispetto agli altri fossili di piante del Devoniano inferiore, quelli di Sciadophyton sono decisamente curiosi: sembra essere presente una sorta di zona centrale, dalla quale si dipartivano numerosi "rami", alcuni biforcuti e altri no, a formare una rosetta. I rami terminavano in una struttura simile a una coppa, ed è per questo che Sciadophyton è stato interpretato come il gametofito di una pianta. Queste coppe portavano anteridi e archegoni (organi sessuali maschili e femminili). Non è chiaro se la struttura centrale fosse un tallo (uno sporofito?), o solo un "fusto" centrale o ancora un sistema di radici. Un'altra ipotesi vede Sciadophyton costituito da un singolo "ramo", e la supposta "rosetta" altro non sarebbe che un gruppo di piante indipendenti strettamente unite fra loro.

## Ciclo vitale
Lo sciadofito, se considerato un gametofito dai molti rami, doveva produrre molti più gametangi rispetto alle altre piante conosciute nel Rhynie Chert. Secondo Schweitzer (1990) il ciclo vitale di queste piante primitive era il seguente: la germinazione di spore produceva un tallo gametofitico composto da rami dicotomici; questi rami erano probabilmente fotosintetici e contenevano tessuto vascolare. Mano a mano che lo sviluppo procedeva, alcuni degli assi "ramosi" crescevano ritti fino a diventare gametofori terminanti in strutture a forma di coppa (come Sciadophyton). La fertilizzazione iniziava la produzione di sporofiti del tipo Zosterophyllum; quando questi sporofiti maturavano producevano rami eretti con sporangi.